# The Port Folio
The Port Folio fue una revista literaria y política de Filadelfia publicada entre 1801 y 1827.

## Historia
Apareció por primera vez en 1801, coeditada por Joseph Dennie y Asbury Dickins. Dickins dejó de ser coeditor y Dennie siguió en el cargo desde 1802 hasta 1812. Dennie escribió bajo el seudónimo de Oliver Oldschool.
Muchos otros colaboradores de la revista escribieron bajo seudónimos, incluidos miembros del Partido Federalista. Paul Allen (15 de febrero de 1775 - 18 de agosto de 1826), un graduado de la Universidad de Brown, fue contratado alrededor de 1801 como redactor jefe.
En 1808 Dennie perdió el control financiero, que pasó a manos de los editores Bradford e Inskeep, aunque se mantuvo como redactor jefe con un salario. En 1809, la publicación se reorganizó con periodicidad mensual y se publicó un nuevo prospecto que quitó importancia a la política. En 1810 Dennie abandonó el seudónimo de Oliver Oldschool y escribió bajo su propio nombre. Dennie murió en 1812.
Después de la muerte de Dennie, Nicholas Biddle, que ya era colaborador literario y patrocinador de la revista, se convirtió en el redactor jefe, pero solo hasta 1814. Charles Jared Ingersoll, un abogado no practicante, también fue colaborador y patrocinador.
De 1816 a 1827, su redactor jefe fue John Elihu Hall. La publicación se había tambaleado desde que Joseph Dennie murió en 1812. John Hall, James Hall y Sarah Ewing Hall habían escrito trabajos para The Port Folio bajo la dirección de Dennie, y John Hall siguió dependiendo en gran medida de James y Sarah mientras era redactor jefe, aunque John Neal también contribuyó en sus inicios. Sin embargo, Hall nunca pudo resucitar la reputación original que tenía la revista, y esta cerró en 1827.